# Freccia Vallone 1970
La Freccia Vallone 1970, trentaquattresima edizione della corsa, si svolse il 19 aprile 1970 per un percorso di 225 km. La vittoria fu appannaggio del belga Eddy Merckx, che completò il percorso in 5h49'00" precedendo i connazionali Georges Pintens e Eric De Vlaeminck.
Al traguardo di Marcinelle furono 59 i ciclisti, dei 137 partiti da Liegi, che portarono a termine la competizione.

## Ordine d'arrivo (Top 10)
| Pos. | Corridore             | Squadra                  | Tempo    |
| ---- | --------------------- | ------------------------ | -------- |
| 1    | Eddy Merckx           | Faemino-Faema            | 5h49'00" |
| 2    | Georges Pintens       | Dr. Mann-Grundig         | a 53"    |
| 3    | Eric De Vlaeminck     | Flandria-Mars            | a 1'06"  |
| 4    | Roger Rosiers         | Bic                      | s.t.     |
| 5    | Daniel Van Rijckeghem | Dr. Mann-Grundig         | s.t.     |
| 6    | Frans Verbeeck        | Geens-Watney-Diamant     | s.t.     |
| 7    | Jan Krekels           | Caballero-Laurens        | s.t.     |
| 8    | Jean-Pierre Monseré   | Flandria-Mars            | s.t.     |
| 9    | André Dierickx        | Flandria-Mars            | s.t.     |
| 10   | Raymond Poulidor      | Fagor-Mercier-Hutchinson | s.t.     |